# Vuze
Vuze(이전 이름: Azureus)는 이미지, 오디오, 비디오, 소프트웨어, 문서 등을 포함하는 모든 디지털 파일을 사용자가 공유하도록 해주는 공개 소스의 비트 토렌트 프로그램이다. 'Vuze Plus'라는 이름으로 기능을 강화한 유료버전을 판매하고 있다.

## 같이 보기
- 비트토렌트
- 뮤토렌트